# Raisa
Raisa  è un nome proprio di persona russo, ucraino e bielorusso femminile; in cirillico è scritto Раиса per il russo, Раїса per l'ucraino e Раіса per il bielorusso, ed è traslitterato anche come Raissa o Raïssa.

## Varianti
- Russo
  - Ipocoristici: Рая (Raja)[1], Райка (Rajka)[3], Раечка (Raečka)[4]

## Origine e diffusione
È un nome dall'origine incerta; alcune fonti ipotizzano una connessione al greco antico ‘Ηραις (Herais), nome di una santa martire, in russo adattato propriamente come Ираида (Iraida), che è probabilmente un patronimico tratto dal nome della dea Era. Alternativamente potrebbe essere una ripresa del nome yiddish רֵײזָא (Raisa o Raitza, dal latino rosa) oppure del lituano Rasa ("rugiada"). Coincide anche con la forma femminile del nome arabo رئيس (Rais), con cui però quasi certamente non ha alcuna relazione.

## Onomastico
Sono documentate due sante che portavano l'antico nome greco Herais: santa Eraide, catecumena e discepola di Origene, martire ad Alessandria d'Egitto sotto Severo e commemorata il 28 giugno, e santa Iraide, martirizzata da Diocleziano ad Alessandria oppure ad Antinopoli, ricordata il 22 settembre.

## Persone
- Raisa Aronova, aviatrice russa
- Raisa Esipova, attrice sovietica

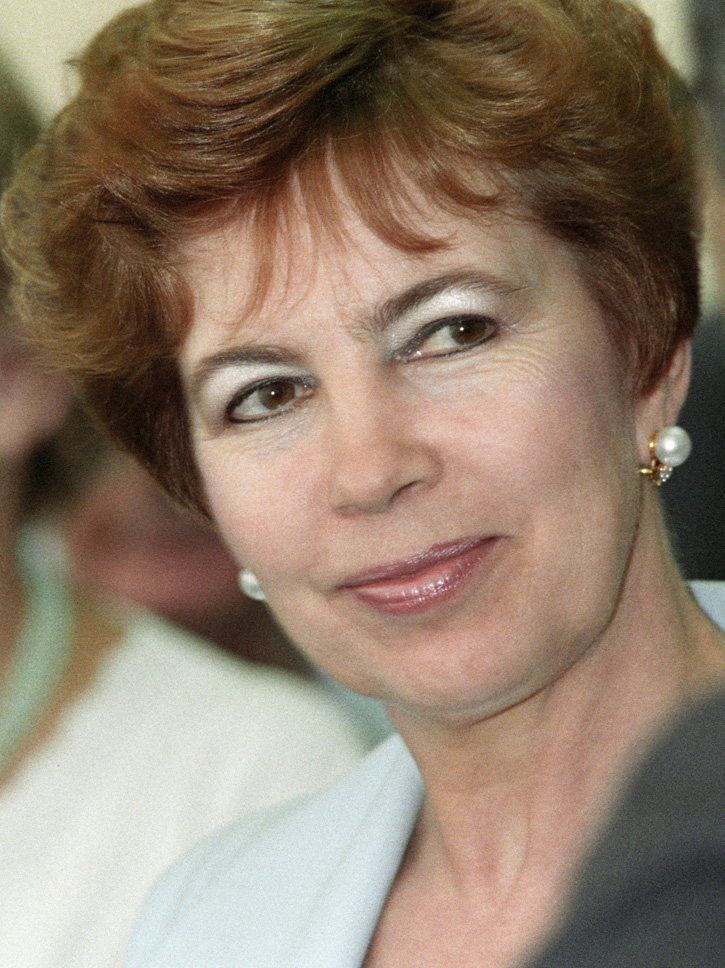
Raisa Maksimovna Gorbačëva

- Raisa Gorbačëva, filosofa e first lady russa
- Raisa Grossman, rivoluzionaria russa
- Raisa Musina, cestista russa
- Raisa Ol'kenickaja, scrittrice, poetessa e traduttrice russa
- Raisa Smetanina, fondista sovietica
- Raisa Stručkova, ballerina sovietica

### Varianti
- Raissa Calza, ballerina, attrice, archeologa e storica dell'arte russa
- Raissa Feudjio, calciatrice camerunese
- Raïssa Oumançoff Maritain, mistica, poetessa e saggista francese

## Toponimi
- 1137 Raïssa è un asteroide della fascia principale, che prende il nome da Raisa Irzailevna Maseeva, collaboratrice dell'Osservatorio di Pulkovo.